# 435 (tal)
435 är det naturliga heltal som följer 434 och följs av 436.

## Matematiska egenskaper
- 435 är ett sfeniskt tal.
- 435 är ett triangeltal[1].
- 435 är ett hexagontal[1].
- 435 är ett polygontal[1].
- 435 är ett udda tal.

## Inom vetenskapen
- 435 Ella, en asteroid.